# David Boinnard
David Boinnard es un fabricante francés de clavicémbalos, claveciterios y clavicordios.
Nacido en 1958, fue durante su juventud que David Boinnard desarrolló su pasión por la música y los clavicémbalos. Se formó como ebanista en Bélgica y abrió su manufactura de clavicémbalos en Foucaucourt, en el este de Francia.
Hasta 1992, las técnicas de fabricación de clavicémbalos del siglo XVII no eran conocidas. El taller de David Boinnard realizó por primera vez una copia de un clavicémbalo construido por Tibaut de Toulouse. Todo el instrumento fue concebido con un total respeto de las técnicas del siglo XVII. El clavicémbalo fue inaugurado durante el festival de música“«Musique et Mémoire». La confrontación entre el músico y el instrumento permitió desarrollar investigaciones a propósito del sonido que se podía oír en el siglo XVII.
En los tratados de organología, los textos históricos presentan diferentes técnicas respecto a las cuerdas de los clavicémbalos. En 1994, no había instrumentos copiados fabricados con cuerdas de tripa. David Boinnard elaboró con Alain Meyer, un especialista de organología, un lautenwerk (clavicémbalo con cuerdas de tripa). El instrumento coronó años de investigaciones en musicología e organología y un nuevo modo de construcción de instrumentos antiguos.
En 1999, su fabrica construyó un virginal, un clavicémbalo rectangular del siglo XVI. El instrumento original puede ser visto en Berlín. Sus pequeñas dimensiones representaron importantes dificultades para la construcción y la correcta obtención del sonido.
El taller desarrolló dos modos de trabajo: facsimile (copia de instrumentos) con planos originales y creación de instrumentos. Cuando la concepción de los instrumentos solo puede establecerse con pinturas, el artesano tiene que hacer un trabajo de inmersión histórica para descubrir y restituir técnicas ancestrales.
En 2002, David Boinnard construyó un claveciterio del Renacimiento sin planos ni documentos sino basándose una pintura del músico Michael Praetorius. En 2004, realizó una copia del instrumento con teclado más antiguo: el clavicytherium medieval del Royal College of Music de Londres.
Su taller está localizado en Ronchin, norte de Francia.